# 夏商革命
夏商革命（かしょうかくめい）は、夏から殷へ政権が交代した易姓革命。

## 夏朝の衰退
夏王朝は、初代の禹が黄河の大洪水に対する治水に成功した後、堯舜の善政を引き継ぐ形で始まったが、太康の失国後、一度は持ち直したもの、孔甲以降の悪政により徳を失ったと見做され、夏王朝への支持は大きく損なわれた。

## 帝桀の即位
夏后履癸（桀王）は即位後、既に従わなくなっていた諸侯や民を武断統治により治めた。その結果として、人心はより夏から離れていった。斟鄩に都し有施氏を討ったが、有施氏の降伏の際に献上された末喜を溺愛し、肉山脯林と呼ばれる豪勢な宴会を催し、自身を太陽に擬えたため、諸侯の不興を買った。
そして子履を投獄した。子履は方伯として仕えつつ、葛伯などの諸侯を討っていた。その後釈放された子履は妻の使用人から宰相となった伊尹とともに、諸侯の支持を得て鳴条の戦いで桀と戦い、桀を追放した。桀は南巣（巣湖周辺）まで逃れたが、やがて死んだという。

## 殷朝の創始
殷は周代になって呼ばれるようになった呼び名で、甲骨文字では商と記されている。また、商は東夷と関連があるともされ、始祖の契は禹とともに黄河の大洪水に対する治水にあたったともされている。子履の死後も伊尹が殷を支えたが、その際2代目の失政を理由として伊尹が追放する事態が起こった。しかし殷はその後も栄え、殷周革命が起こり帝辛が焼身自殺するまで、400年以上にわたって存続したとされる。

## 実際の評価
夏王朝については記録が乏しく、桀についての伝説の多くが帝辛の伝説と酷似している。伝説上の夏について、後世からはともに「桀紂」と並び称される暴政であったとされているが、帝辛の治世が暴政であったかについては、孔子の時代には既に、前王朝の失徳を理由に放伐を行っているため誇張されているだろうと考えられていた。

### 類似点
- 末喜・妲己という傾国の美女を溺愛した。
- 肉山脯林・酒池肉林という行為を行った。
- 次代の王（子履・姫昌）を投獄し、赦免した。
- 伊尹・呂尚といった人物の活躍。
- 桀・帝辛は有施氏・東夷を討った。
- 桀・帝辛が失徳に至る経緯。

### 相違点
- 桀は逃れたとされるが、帝辛は自殺した。
- 殷を討ったのは姫昌ではなく姫発である。